# Allone Abba (rezerwat przyrody)
Rezerwat przyrody Allone Abba – rezerwat przyrody chroniący zespół leśny w rejonie moszawu Allone Abba, w północnej części Izraela.

## Położenie
Rezerwat przyrody jest położony na wzgórzach zamykających od północnego zachodu intensywnie użytkowaną rolniczo Dolinę Jezreel, w Dolnej Galilei, na północy Izraela. Zbocza wzgórz są porośnięte lasami. W jego otoczeniu znajdują się miejscowości Basmat Tab’un i Ka’abije-Tabbasz-Hajajre, oraz moszawy Allone Abba i Bet Lechem ha-Gelilit.

## Rezerwat przyrody

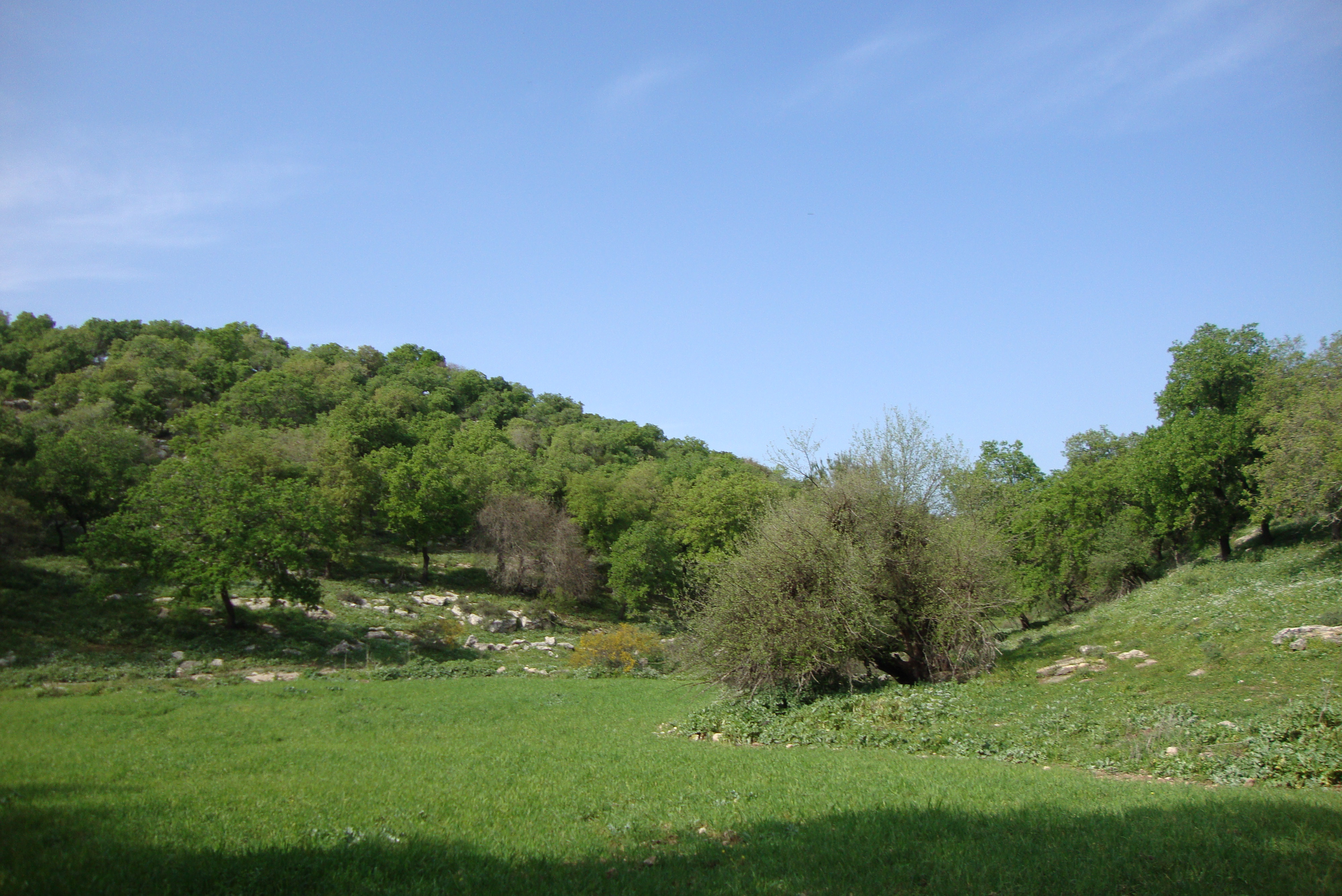
Rezerwat przyrody Allone Abba

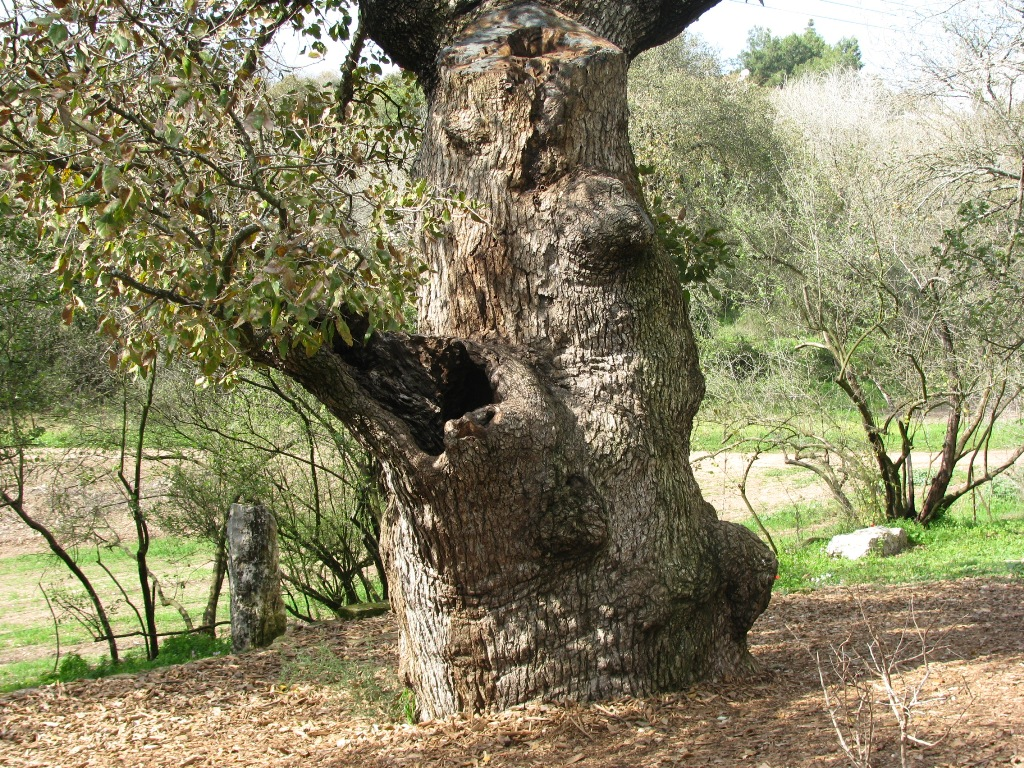
Stare drzewa w rezerwacie

Rezerwat został utworzony w 1994 roku na powierzchni 95 hektarów. Chroni on unikatowy zespół leśny dębów, a także pistacji, szarańczyn strąkowych i judaszowców. Jest to jeden z nielicznych naturalnych lasów zachowanych w Ziemi Izraela. Większa część rezerwatu jest otwarta dla wypasu bydła z pobliskiego moszawu.

## Turystyka
Obecnie nie ma możliwości dojechania do rezerwatu samochodem. Aby dotrzeć do rezerwatu, należy iść pieszo na południe z osiedla Har Szemu’el. Teren jest ogólnodostępny, a wśród drzew wytyczono szlaki do pieszych i rowerowych wycieczek.